# Comté de Hand
Le comté de Hand est un comté situé dans l'État du Dakota du Sud, aux États-Unis. En 2010, sa population est de 3 431 habitants. Son siège est Miller.

## Histoire
Créé en 1873, le comté est nommé en l'honneur de George H. Hand, procureur fédéral puis secrétaire du territoire du Dakota.

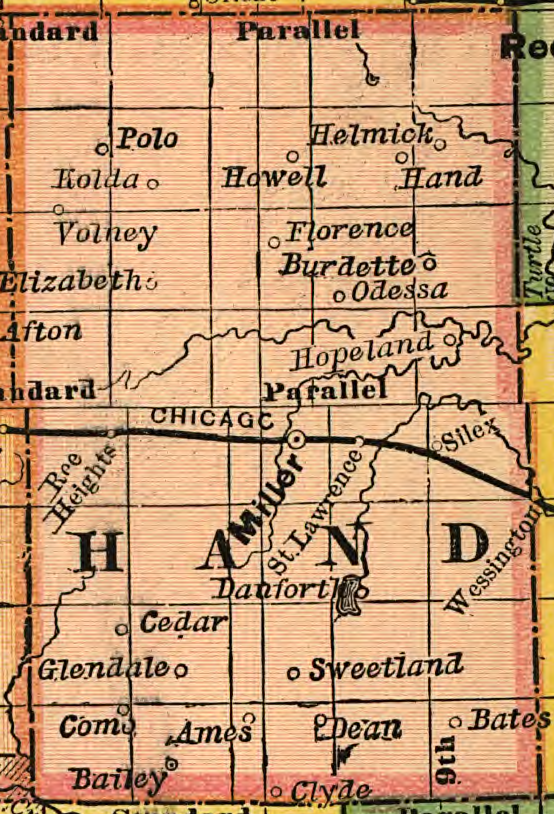
Comté de Hand et ses villes et villages en 1892

## Villes du comté
- Cities :
  - Miller
  - Wessington
- Towns :
  - Ree Heights
  - St. Lawrence

## Démographie
Selon l'American Community Survey, en 2010, 98,52 % de la population âgée de plus de 5 ans déclare parler l'anglais à la maison, 0,59 % l'espagnol, 0,53 % l'allemand et 0,37 % une autre langue.
| 1880 | 1890  | 1900  | 1910  | 1920  | 1930  |
| ---- | ----- | ----- | ----- | ----- | ----- |
| 153  | 6 346 | 4 525 | 7 870 | 8 778 | 9 485 |

| 1940  | 1950  | 1960  | 1970  | 1980  | 1990  |
| ----- | ----- | ----- | ----- | ----- | ----- |
| 7 166 | 7 149 | 6 712 | 5 883 | 4 948 | 4 272 |

| 2000  | 2010  | - | - | - | - |
| ----- | ----- | - | - | - | - |
| 3 741 | 3 431 | - | - | - | - |